# Vostok-K
Pour les articles homonymes, voir Vostok.
Le lanceur Vostok-K (Vostok signifiant « oriental »), de nom de code 8K72K, est un lanceur à étages mis en service par l'Union soviétique à l'occasion de treize mises sur orbite entre 1960 et 1964, dont six étaient des vols habités. Quoique dérivé du Vostok-L (en), ce lanceur de la série R-7 était doté de nouveaux moteurs, et emportait ainsi une charge utile bien supérieure.

## Vols
Le Vostok-K a accompli son vol inaugural le 22 décembre 1960, trois semaines après l'abandon du Vostok-L. Le moteur du troisième étage s'est éteint seulement 425 secondes après le décollage, et le satellite, un Korabl-Spoutnik 1, ne put atteindre l’orbite prévue, mais on put le récupérer à son atterrissage, et les deux chiens à bord survécurent au vol.
Le 12 avril 1961, on utilisa un Vostok-K pour mettre sur orbite le satellite Vostok 1, le premier véhicule spatial habité, qui fit de Youri Gagarine le premier homme dans l'espace. Les six missions habitées du programme Vostok ont été lancées avec des fusées Vostok-K. Outre les missions du Programme Vostok, le Vostok-K a servi à lancer quatre satellites Elektron, ainsi que les deux premiers satellites de reconnaissance Zenit-2 .
Le dernier vol intervint le 10 juillet 1964, embarquant une paire de satellites Elektron. Ce lanceur fut retiré du service au profit des fusées Vostok-2 (en) et Voskhod, plus puissantes.